# Lasciaminonmilasciare
Lasciaminonmilasciare è un singolo promozionale di Marco Masini, scritto con Giancarlo Bigazzi, Luca Nesti e Marco Falagiani, primo estratto dall'album Uscita di sicurezza.
Il videoclip del brano è stato diretto da Leonardo Torrini.

## Tracce
1. Lasciaminonmilasciare (Radio Edit) - (4:40)